# Óscar Diego Gestido
Óscar Diego Gestido Pose (Montevideo, 28 de noviembre de 1901 - Ib., 6 de diciembre de 1967) fue un piloto de aviación militar y político uruguayo. Ejerció como presidente de Uruguay desde el 1 de marzo hasta su muerte el 6 de diciembre de 1967.

## Biografía
Óscar Diego Gestido nació en Montevideo, el 28 de noviembre de 1901. Hijo de Antonio Gestido Peña, de profesión pescador, y de Josefina Pose Puentes, ambos emigrantes españoles de Pontevedra.
Era hermano del jugador de fútbol uruguayo Álvaro Gestido, campeón del mundo en el primer mundial de fútbol de 1930, con sede en Uruguay, y en los Juegos Olímpicos de 1928.
Se casó con la poetisa Elisa de los Campos y fue padre de Elisa Beatriz, Eduardo y Óscar (quien fuera diputado del pachequismo por Montevideo durante el período 1985-1990).

## Carrera militar
Gestido encontró su vocación a una temprana edad, ingresando a la Escuela Militar del Ejército Nacional en el año 1917. De allí egresó antes de cumplir los 20 años, con el grado de Alférez, en febrero de 1921, siendo su primer destino fue el Regimiento de Artillería N.° 1. No obstante, por aquellos momentos se encontraba floreciendo la aeronáutica y su empleo militar en Uruguay, por lo que en el año 1923, Gestido decidió ingresar a la Escuela Militar de Aviación, ostentando el grado de Teniente Segundo. Al año siguiente, obtuvo el brevet de Piloto Aviador Militar (P.A.M.) N.º 22, convirtiéndose en uno de los primeros aviadores militares profesionales del país.
En 1925, fue nombrado instructor de vuelo, tarea muy importante en la incipiente actividad aérea. En 1926, voló un monomotor biplano SVA-10, de origen italiano, de Montevideo a Asunción (ida y vuelta) a los efectos de que Uruguay estuviera presente en una fecha patria paraguaya. Luego, el 18 de julio de 1930, y durante la inauguración del Estado Centenario, se desempeñó como piloto al mando de uno de los aviones que surcaron el cielo montevideano en esa tarde.
En 1932, ostentando el grado de Capitán, Gestido fue designado como Agregado Aeronáutico en la embajada uruguaya en Francia, donde permaneció por dos años, hasta su regreso en 1934. Tras haber ascendido al grado de Mayor de Aeronáutica, fue nombrado director de la Dirección de Talleres, Almacenes Generales y Servicios de la Escuela Militar de aviación. 
Fuentes afirman que, en 1935, fue uno de los aviadores del Ejército Nacional que participó en el bombardeo de las fuerzas revolucionarias que se habían alzado contra el dictador Gabriel Terra, en la Revolución de Enero.
En 1936 fue designado primer director de la Escuela Militar de Aeronáutica, instituto continuador de la Escuela Militar de Aviación, en 1938 como Subdirector de la Aeronáutica Militar y, al año siguiente, designado como director general de la Aeronáutica Militar.
En 1939, cuando se produce la llegada del acorazado de la Alemania nazi "Admiral Graf Spee" al puerto de Montevideo, se le encomienda a Gestido organizar una posible intervención de los aviones de las fuerzas uruguayas, lo que no fue necesario.
La década de 1940 es de consolidación como uno de los hombres más importantes del Ejército Nacional.En 1942, ascendió al grado de Coronel y el 2 de septiembre de 1946, fue designado interinamente director de Pluna, cargo que desempeñó hasta el 20 de noviembre de ese año. Cuando, en 1949, la compañía de aviación fue intervenida, se le designó interventor a Gestido, cargo en el que permaneció hasta 1951 y en el que fijó criterios para un buen funcionamiento. Simultáneamente, desde el 18 de septiembre de 1946, cumplía también la función de Inspector del Arma de Aeronáutica y Asesor Aeronáutico del Ministerio de Defensa Nacional.
Ascendió a General el 4 de febrero de 1949, y en junio de 1951, Gestido fue designado Inspector General del Ejército Nacional, cargo de mando máximo que en la actualidad equivale al de Comandante en Jefe del Ejército Nacional, y que en aquel entonces agrupaba a las fuerzas de tierra y aire; permanecería allí por cuatro años. 
Fue durante su ejercicio que, por su iniciativa y en conjunto con el Coronel Medardo R. Farías, se produjo la independencia de la aeronáutica militar, al instituirse la Fuerza Aérea Militar, por la  Ley N.º 12.070 del 4 de diciembre de 1953.

## Carrera política

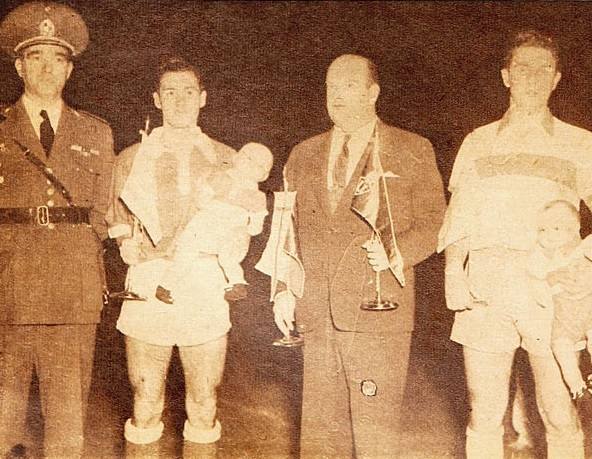
De izquierda a derecha: Oscar Gestido, José Sepúlveda, Conrado Hughes García y Fernando Riera. Santiago de Chile, 1946.

En abril de 1957, ya retirado como militar, fue designado Presidente Interventor de la Administración de Ferrocarriles del Estado (AFE), cargo que desempeñó hasta junio de 1959. En abril de 1959 se le encomendó la presidencia de la Comisión Nacional Pro Ayuda a los Damnificados por las graves inundaciones de dicho año.Ese mismo año, un recién triunfante Fidel Castro llega a Uruguay, visitando también las zonas afectadas por la inundación junto a Gestido.
Gracias a su larga trayectoria militar, administración en empresas intervenidas y distintas acciones, Gestido ganó suficiente reputación como para que a mediados de 1960 algunos dirigentes de la lista 14 promovieran públicamente la candidatura del general al Consejo Nacional de Gobierno. 
De esta manera, este nuevo sector que impulsaba su figura comenzó a ser conocido como "Unión Colorada" porque proponía que el Partido Colorado presentara una lista única de candidatos al Consejo Nacional de Gobierno, encabezada por Gestido e integrada por representantes de todas las corrientes coloradas. El expresidente Luis Batlle Berres reconoció el potencial electoral del antiguo general pero no estuvo dispuesto a participar de un acuerdo de lista única por entender que no beneficiaría el partido.

Ceremonia oficial por el centenario de la muerte del presidente Fructuoso Rivera, 1954. Gestido se encuentra siendo el militar más a la derecha de pie. También se ven figuras políticas como Ledo Arroyo Torres en el extremo derecho.

Durante el año electoral de 1962 se comenzaron a concretar los realineamientos y en mayo se formó la Unión Colorada y Batllista (UCB) con el propósito de nuclear a todos los sectores no quincistas detrás de la candidatura de Gestido. Sin embargo, la campaña electoral colorada fue de unión, con Batlle Berres y Gestido cooperando para que el Partido Colorado retornase al gobierno (tras haber perdido en las elecciones de 1958)  e incluso un mes antes de la elección la lista 15 y la UCB acordaron un programa común. Sin embargo, las elecciones de 1962 resultaron nuevamente en un triunfo del Partido Nacional, entrando el Partido Colorado al Consejo Nacional de Gobierno como minoría (2 consejeros para la lista 15 y uno para la UCB, siendo Gestido este último).
Así, el 1 de marzo de 1963, Gestido ingresó al Consejo Nacional de Gobierno para el período 1963-1967, como miembro del Partido Colorado, en representación de su sector, la Unión Colorada y Batllista. Renunció en 1966 para presentarse como candidato a la Presidencia de la República para las elecciones de 1966.

Traslado de restos de Fructuoso Rivera en el Centenario de su muerte. Gestido de pie a la derecha.

En esta elección, marcada por la discusión en torno a la reforma de la Constitución y el regreso del presidencialismo, Gestido nuevamente buscó formar una lista de unidad de todo el Partido Colorado. Para ello, ofreció la vicepresidencia a Jorge Batlle, el recientemente electo líder de la lista 15 tras el fallecimiento de su padre. No obstante, Batlle rechazó la oferta por considerar que la lista 15 podría ganar la presidencia por sí misma. Ante el rechazo, Gestido dirigió el ofrecimiento al legislador Zelmar Michelini, líder de la lista 99, pero al mismo tiempo Gestido también había comenzado negociaciones con el Frente Colorado de Unidad (FCU). Michelini estaba dispuesto a explorar un acuerdo, pero al percatarse que esto supondría un arreglo con senadores de la vieja lista 15, nucleados en la FCU, decidió dar por terminadas las negociaciones.
La alianza con el FCU le generó a Gestido grandes dificultades para encontrar un compañero de fórmula. Inicialmente se había pensado en Julio Lacarte Muró, pero este ya se había comprometido con Jorge Batlle y fue su candidato a vicepresidente. También se propusieron sin éxito los nombres de Héctor Luisi, Glauco Segovia y Augusto Legnani. Finalmente se optó por Jorge Pacheco Areco, que no ofrecía reparos para quienes apoyaban su postulación. El FCU acordó la candidatura del exdiputado Glauco Segovia a la intendencia de Montevideo.
La fórmula Gestido - Pacheco resultó triunfante en las elecciones para el período 1967-1972. Fue el primer presidente electo tras la nueva constitución de 1967 por la aprobación de la "reforma naranja" en las elecciones.

## Presidencia de la República
El 1 de marzo de 1967, Óscar Gestido asumió como presidente de la República en una coyuntura política marcada por las dificultades económicas y movilización social. El país dependía de unos pocos mercados para colocar sus exportaciones y tenía problemas de competitividad. Los intereses de la deuda externa y el gasto comprometían el equilibrio de las cuentas públicas. La inflación estaba en alza y el salario real en caída. Si se toma como base 100 el promedio anual de salarios correspondiente a 1957, en el año 1967 era de 86 (calculado a pesos constantes). Este retroceso, que se había acelerado en los últimos años, generaba crispación social. El presidente intentó formar un gabinete que mantuviera los equilibrios políticos con distintos sectores del Partido Colorado. No obstante, en los nueve meses en los que ejerció su mandato presidencial, Gestido debió hacer dos cambios de gabinete.

### Primer Gabinete

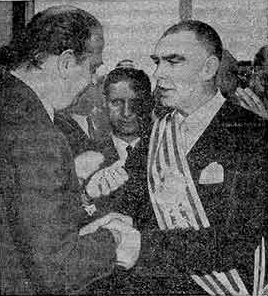
El saliente presidente del Consejo Nacional de Gobierno Alberto Héber Usher saluda al entrante presidente Óscar Diego Gestido.

Su primer gabinete fue el resultado de una negociación intrapartidaria que incluyó a cuatro de los cinco sectores del Partido Colorado en ese momento: tres ministros de la lista 15, tres de la UCB, dos del Frente Colorado de Unidad (FCU) y dos de la 315 (este último sector de Amílcar Vasconcellos).
El gobierno dio inicialmente una imagen de agilidad y eficiencia. Casi enseguida de asumir, intervino las cajas de jubilaciones (que enfrentaban serios problemas de gestión) y envió al Parlamento una ley de emergencia de 182 artículos que perseguía objetivos tan diversos como la represión del contrabando, la mejora del comercio exterior y la integración de las políticas cambiaria y monetaria. Pero el gobierno encontró dificultades en darle práctica a sus intenciones. Gestido, que según Luis Faroppa, director de la OPP, era un presidente que resolvía mediante el diálogo, no lograba conducir mediante este medidas concretas y de forma temprana el gobierno comenzó a recibir las mismas acusaciones de inoperancia que antes recibían los gobiernos colegiados previos.
Su primer ministro de Hacienda, Carlos Végh Garzón, colorado independiente y padre de Alejandro Végh Villegas, propuso un ajuste en una "ley de emergencia". En junio Végh Garzón, junto a Enrique Iglesias (de origen blanco), presidente del Banco Central, y Luis Faroppa (colorado de la lista 99), director de la Oficina de Planeamiento y Presupuesto, inició una nueva "misión refinanciadora" en Nueva York y Washington. Era moneda corriente al menos desde fines de la década de 1950 que los sucesivos gobiernos pidieran prórrogas para cumplir sus obligaciones. A su regreso, ante la Comisión de Hacienda del Senado, el ministro de Hacienda afirmó que "de ninguna manera se volverá al nefasto régimen del dirigismo, ni al régimen de contralor de cambios, ni al de cuotas para la importación" que había impuesto el Partido Colorado entre las décadas de 1930 y 1950, y que había reimplantado a partir de 1963 el segundo gobierno blanco.
Sin embargo, las discrepancias respecto a la conducción económica a nivel interno partidario, con oposición frontal de dirigentes colorados como Manuel Flores Mora, Amílcar Vasconcellos o Zelmar Michelini, sumado incluso a duras críticas de Jorge Batlle desde Radio Ariel contra técnicos del gobierno y al ministro de Hacienda, provocaron un cambio en el gabinete con el alejamiento de Végh Garzón y el distanciamiento de la lista 15. Como respuesta a la oposición, el presidente solicitó en junio la renuncia de los ministros quincistas: Lacarte Muró en Industria y Hierro Gambardella en Educación y Cultura. También Végh Garzón renunció el 24 de junio, por diferencias con el director de la OPP.

### Segundo gabinete

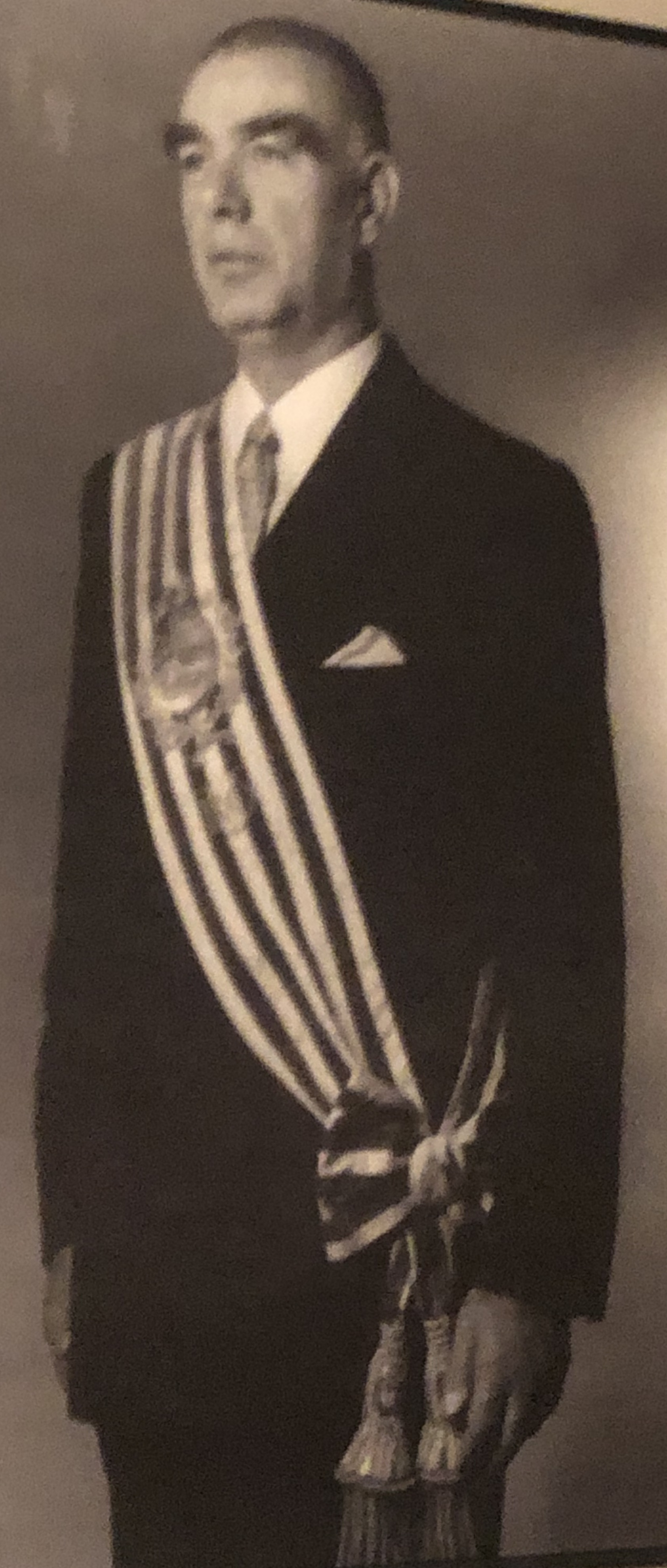
Cuadro de Gestido como presidente.

El segundo gabinete de Gestido supuso un giro momentáneo hacia posturas más desarrollistas, impulsadas por la Cepal, al incluir a Amílcar Vasconcellos en el Ministerio de Hacienda y a Zelmar Michelini en el de Industria. 
Vasconcellos, como nuevo ministro de Hacienda, acompañado por Zelmar Michelini en el Ministerio de Industria y Comercio y Luis Faroppa en la OPP, tuvo que enfrentar el pago de los intereses de la deuda y encontrar una solución al creciente déficit fiscal. Una de las iniciativas fue "acabar con la dependencia del financiamiento externo" y sus condiciones, llamando al pueblo a depositar en una cuenta bancaria "patriótica" denominada "Cuenta 18 de Julio" (fecha de la Jura de la Constitución), en dólares y con un año de plazo mínimo, para sostener el valor del peso con ahorro nacional y cumplir con los pagos de la deuda externa, sin recurrir al Fondo Monetario Internacional (FMI). Este empréstito nacional, al que a veces se le llamaba, con alarde nacionalista, "Fondo Monetario Nacional" y que intentaba superar la crisis de divisas mediante los aportes voluntarios de los ciudadanos, tuvo resultados modestos.
La oposición acusó a esta cuenta de ser una forma encubierta de emitir deuda pública, con apariencia de depósito, sin la debida aprobación parlamentaria. En una interpelación a Vasconcellos, realizada por el diputado blanco y exministro de Hacienda en 1996, Dardo Ortiz, este último le preguntó al ministro cuánto se esperaba recaudar, a lo que Vasconcellos responde: "unos US$ 65 millones, lo necesario para cumplir con nuestros compromisos externos". Pero en casi tres meses de funcionamiento la "Cuenta 18 de Julio" apenas recaudó poco más de un millón y medio y, según versiones de la época, casi medio millón había sido depositado por el Banco de Seguros del Estado.
Al mismo tiempo, el impulso originario de la ley de emergencia enviada por el gobierno al Parlamento a comienzos del mandato fue desapareciendo. De sus 182 artículos iniciales, más de 70 quedaron por el camino durante el tratamiento parlamentario. La ley quedó finalmente reducida a algunas reformas en los tributos, normas bancarias, política de precios y plan de obras.
Otras medidas tomadas por el segundo gabinete de Gestido fueron detracciones como tipos de cambio diferenciales para exportaciones e importaciones significó un regreso a este tipo de medida que había sido aplicada a la década de 1950. Sumado a esto, la inflación se descontroló, el dólar que en marzo valía 80 pesos, a fines de septiembre rondaba los 135 pesos.

### Medidas prontas de seguridad
Ante la situación inflacionaria que desvanecía los salarios y el consecuente descontento de sectores como obreros fabriles y funcionarios públicos, la recientemente creada Convención Nacional de Trabajadores (CNT) realizó un paro general el 20 de julio de 1967, desencadenando un debate dentro del gobierno.
Mientras tanto, el 14 de septiembre el Movimiento de Liberación Nacional - Tupamaros (MLN-T) realizó un atentado contra la planta emisora de Radio Carve.
Ante el paro general, dentro del gobierno algunos de sus miembros defendían una postura dialoguista y otros eran partidarios de la línea dura. Finalmente primó la posición de quienes querían hacer prevalecer el principio de autoridad. El 9 de octubre, Gestido decidió implantar las medidas prontas de seguridad: una disposición constitucional que otorga poderes extraordinarios al Poder Ejecutivo en forma transitoria.
La implementación de las medidas prontas de seguridad provocó la caída del segundo gabinete de la presidencia de Gestido. Al día siguiente de su implementación, el 10 de octubre, renunciaron 5 ministros: Zelmar Michelini, Amílcar Vasconcellos, Enrique Véscovi y Heraclio Ruggia, por entender que no estaban dadas las condiciones de conmoción interna requeridas por la Constitución para implementar las medidas. También renunció Faroppa, director  la OPP. De forma interina quedó como ministro de Hacienda el abogado y político Carlos Manini Ríos.
La renuncia de estos ministros allanó el camino para un entendimiento con el Fondo Monetario Internacional. Las medidas prontas de seguridad fueron levantadas el 23 de octubre, pero Gestido anunció de inmediato el reinicio de las gestiones con el Fondo Monetario Internacional. Eso provocó una nueva división en el partido de gobierno. Para algunos, la medida era impostergable porque el país no estaba en condiciones de cumplir sus compromisos internacionales. Otros, como Vasconcellos, criticaban lo que consideraban la sumisión del país a los dictados del FMI.
Las disputas personales entre Vasconcellos y Gestido, con recriminaciones recíprocas, llevaron a que el presidente lo retara a duelo en noviembre, aún típico en la sociedad uruguaya en esos tiempos. El propio Gestido pidió licencia a la Presidencia de la República para batirse a duelo pero un "tribunal de honor" entendió que no era para tanto.

### Tercer gabinete

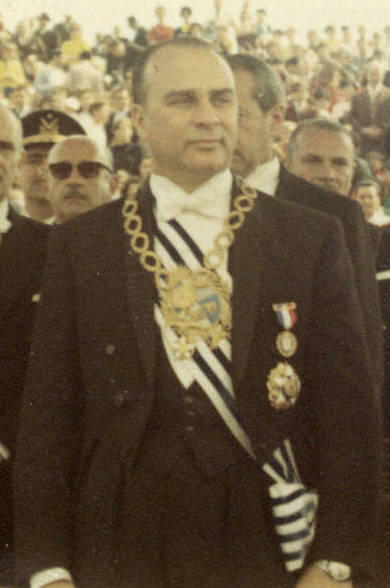
El vicepresidente Jorge Pacheco Areco lo sucedió como presidente de Uruguay tras su muerte.

Gestido debió formar el tercer gabinete de su gobierno, ahora solo con representación del sector de la UCB y de la lista 15, más otras figuras que habían sido partícipes de movimientos conservadores, abandonando la línea desarrollista que se había adoptado en el segundo gabinete y optando por un rumbo económico diferente. Así, ahora el abogado César Charlone ocuparía el Ministerio de Hacienda; el arquitecto Pintos Risso, la cartera de Obras Públicas; Horacio Abadie Santos, la de Industria; Guzmán Acosta y Lara en Trabajo y Carlos Manini Ríos al frente de la Oficina de Planeamiento y Presupuesto (OPP). Entre estas figuras conservadores resalta, en particular, el regreso de César Charlone al ministerio de Hacienda, el día 29 de octubre de 1967, tras casi tres décadas de haberlo ocupado por última vez. Charlone había sido una importante figura de la dictadura de Terra, ocupando diversos cargos, incluido el ministerio de Hacienda, cargo por el que recibió el mote popular de "manos brujas", o "Fu Man Chú", un mago de la época; debido al "mágico revalúo" de las reservas en metales preciosos del Banco de la República que había realizado para permitir más emisión de papel moneda.
A principios de noviembre, el nuevo ministro de Hacienda anunció la devaluación de la moneda. Charlone era el tercero que ocupaba esa cartera en seis meses, y su decisión fue impopular. Pero el margen de maniobra era casi inexistente: debido al desequilibrio en las cuentas del gobierno, la tasa de inflación anualizada ya superaba el 100 por ciento.

Cortejo fúnebre de Oscar Gestido, con Pacheco Areco al centro.

Mientras tanto, el MLN-Tupamaros retomaba la actividad guerrillera, que había aminorado durante el período electoral. Según Eleuterio Fernández Huidobro, solo en el mes de diciembre de 1967 el MLN realizó siete operaciones, sin contar algunas acciones menores. En esos días Raúl Sendic decidió viajar a Cuba para recibir cursos sobre fabricación de minas personales. En este contexto, el 29 de noviembre ocurre un tiroteo en el balneario El Pinar, Canelones, entre la Policía e integrantes del MLN-T.
La inflación de 1967 llegó a 135,9%, récord histórico desde que hay mediciones en Uruguay, y el producto bruto (PIB) se hundió 4,1%, el peor registro moderno conocido. En noviembre Charlone había devaluado la moneda nacional y el dólar oficial saltó 102%: pasó de 99 a 200 pesos.
Finalmente, a las 1:35 de la madrugada el miércoles 6 de diciembre de 1967, el presidente Gestido fallecería en la cama de su casa en el barrio Pocitos a causa de un infarto, a los 66 años de edad, pocos días después de haber cumplido nueve meses de gestión. Fueron decretados dos días de duelo nacional y, como la Constitución lo establecía, lo sucedió en el cargo el vicepresidente de la República, Jorge Pacheco Areco.

## Ministros
| Ministerios y ministros del gobierno de Óscar Diego Gestido | Ministerios y ministros del gobierno de Óscar Diego Gestido | Ministerios y ministros del gobierno de Óscar Diego Gestido |
| Ministerio                                                  | Nombre                                                      | Período                                                     |
| ----------------------------------------------------------- | ----------------------------------------------------------- | ----------------------------------------------------------- |
| Interior                                                    | Augusto Legnani                                             | 1967                                                        |
| Relaciones Exteriores                                       | Héctor Luisi                                                | 1967                                                        |
| Economía y Finanzas                                         | Carlos Vegh Garzón                                          | 1967                                                        |
| Economía y Finanzas                                         | Amílcar Vasconcellos                                        | 1967                                                        |
| Economía y Finanzas                                         | César Charlone                                              | 1967                                                        |
| Defensa Nacional                                            | Antonio Francese                                            | 1967                                                        |
| Cultura                                                     | Luis Hierro Gambardella                                     | 1967                                                        |
| Obras Públicas                                              | Heraclio Ruggia                                             | 1967                                                        |
| Obras Públicas                                              | Walter Pintos Risso                                         | 1967                                                        |
| Industria y Comercio                                        | Julio Lacarte Muró                                          | 1967                                                        |
| Industria y Comercio                                        | Zelmar Michelini                                            | 1967                                                        |
| Industria y Comercio                                        | Horacio Abadie Fossati                                      | 1967                                                        |
| Salud Pública                                               | Ricardo Yannicelli                                          | 1967                                                        |
| Ganadería y Agricultura                                     | Manuel Flores Mora                                          | 1967                                                        |
| Trabajo y Seguridad Social                                  | Enrique Véscovi                                             | 1967                                                        |
| Trabajo y Seguridad Social                                  | Guzmán Acosta y Lara                                        | 1967                                                        |
| Transporte, Comunicaciones y Turismo                        | Justino Carrere Sapriza                                     | 1967                                                        |
| OPP                                                         | Luis Faroppa                                                | 1967                                                        |
| OPP                                                         | Héctor Luisi                                                | 1967                                                        |
| OPP                                                         | Carlos Manini Ríos                                          | 1967                                                        |
| Secretaría de Presidencia                                   | Héctor Giorgi                                               | 1967                                                        |
| Prosecretaría de Presidencia                                | Carlos Pirán                                                | 1967                                                        |